# Variedades crioulas

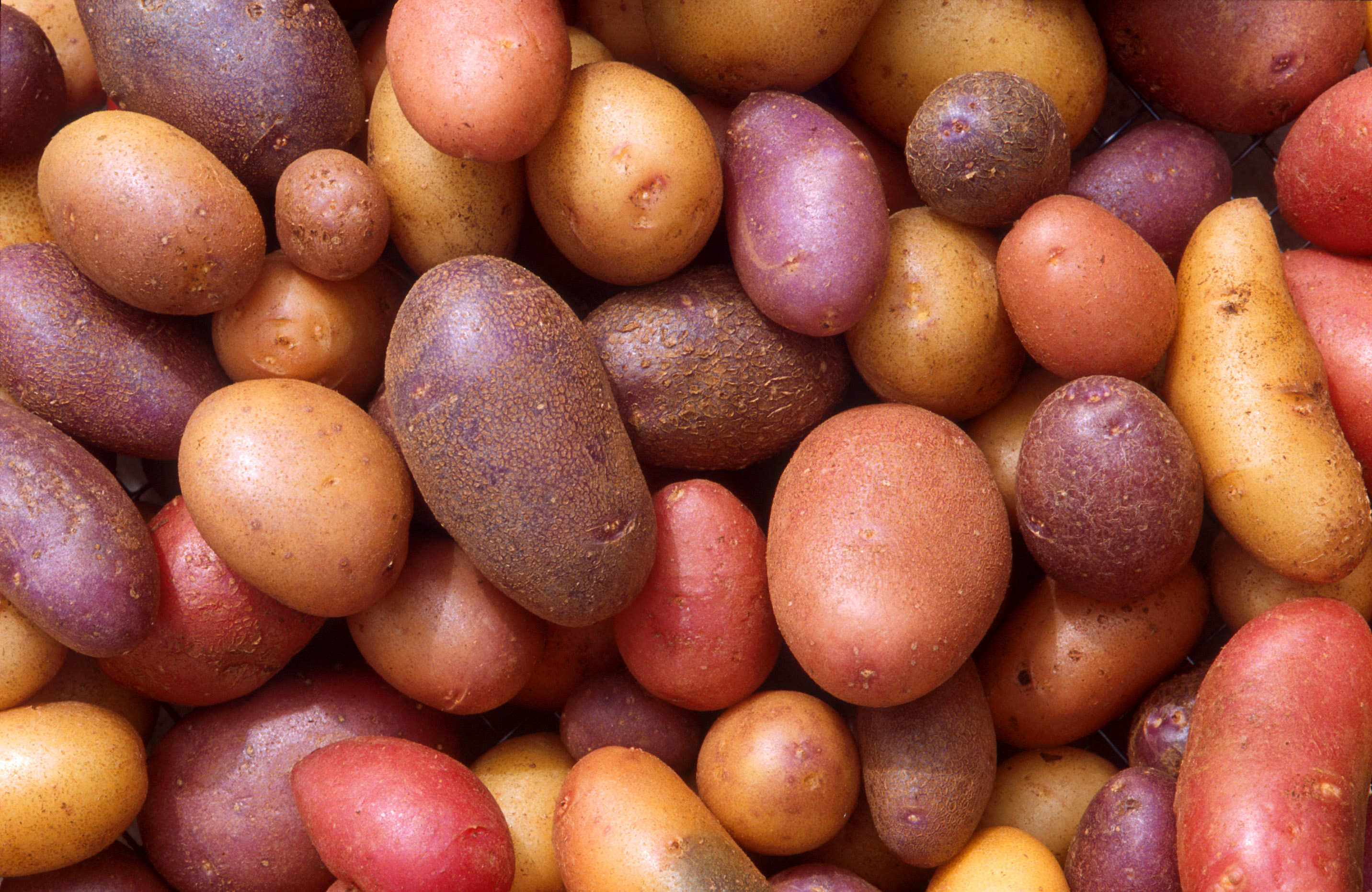
Apenas algumas das muitas variedades de batata são cultivadas comercialmente; outras são variedades crioulas.

Uma variedade crioula é uma cultivar antiga de uma planta usada na alimentação que é cultivada e mantida por agricultores e jardineiros, em especial minorias étnicas e comunidades isoladas do ocidente. Essas variedades eram frequentemente cultivadas desde os primórdios da história humana, mas não são usadas na agricultura intensiva moderna.
Em algumas partes do mundo, é ilegal vender sementes de cultivares que não estão listadas como aprovadas para venda. Algumas iniciativas tem sido feitas para preservar essas variedades em bancos de sementes. No entanto, esse tipo de iniciativa não é suficiente para proteger essas variedades de perdas catastróficas. Em algumas jurisdições, como a da Colômbia, foram propostas leis que tornariam o armazenamento de sementes ilegal.
Muitos vegetais tradicionais mantiveram suas características por meio da polinização livre, enquanto outras variedades, como as maçãs, foram propagadas ao longo dos séculos por meio de enxertos e estacas. A tendência de cultivo de plantas antigas em jardins está voltando em popularidade na América do Norte e na Europa.